# Jean Favier (Choreograf)
Jean Favier (* 25. März 1648 in Paris; † möglicherweise 1719) war einer der führenden, berufsmäßigen, französischen Tänzer am Hof Ludwigs XIV. Neben seiner darstellerischen Tätigkeit komponierte er und hielt seine Choreografien mit einer ihm zugeschriebenen Tanznotation fest, die Diderot in seiner Encyclopédie mit jener von Feuillet verglich. Favier war Tanzlehrer am königlichen Hof.

## Leben
Jean Favier stammte aus einer Musikerfamilie. Bereits sein Vater Jacques (um 1605–1691) war Geiger bei der Hofkapelle grands violons und Tanzlehrer. Jean Favier war zwölf Jahre alt, als er 1660 bei der Aufführung von Cavallis Oper Xerxès in einem von Lully komponierten Zwischenspiel in der Rolle eines Affen tanzte. Weiter folgten Auftritte in Rollen, die zu einem jungen Tänzer passen, und im Alter von achtzehn Jahren übernahm er im Ballet des Muses – ganz seiner Vielseitigkeit entsprechend – mehrere Rollen.
Nachdem ein jüngerer Bruder ebenfalls die Tanzszene bereichert hatte, wurde auf Jean in den Livrets mit dem Namen „Favier l’aîné“ (der Ältere) Bezug genommen. Ein weiterer Bruder tauchte 1677 im Libretto von Lullys Isis als „Favier de Zell“ auf, was womöglich daher rührt, dass jener hauptsächlich am Hof von Celle beschäftigt war. Bei den Aufführungen von Lullys Opern war Jean Favier regelmäßig unter Pierre Beauchamps Tänzern zu finden. Ob Favier mit dabei war, als Robert Cambert in den frühen 1670ern eine „Royal Academy of Music“ in London aufbauen wollte, ist unklar, jedenfalls präsentierten beide zusammen König Charles II. im Februar 1674 ein divertissement mit Ballett und Musik, erster Hinweis auf Faviers Tätigkeit als Choreograf.
Im Januar 1675 war er für Lullys Oper Thésée zurück am französischen Hof, und im folgenden Jahr bestimmte sein Vater, dass er dessen Stelle bei den grands violons erben sollte. Tatsächlich verkaufte Jean Favier die Stelle 1691 an einen anderen Geiger – er hätte nicht gleichzeitig tanzen und spielen können. Aber seine Fähigkeiten als Musiker wären wohl ausreichend gewesen.
Nachdem der Dauphin Louis de Bourbon 1680 Prinzessin Maria Anna Victoria von Bayern geheiratet hatte, ernannte man Favier zum Tanzlehrer ihrer Pagen, jugendlichen Söhnen von Landadeligen, zur Vervollkommnung ihrer Erziehung an den Hof geschickt. Von der Ernennung her war zwar Guillaume Raynal Tanzlehrer der Dauphine, offenbar tat aber Favier die Arbeit – und nannte sich öffentlich auch „Tanzlehrer der Madame la Dauphine“. Dies war förderlich bei der Gewinnung von Schülern, die bei seinem eher geringen Gehalt nötig waren.
1695 wurde er bei der Tanzlehrer-Gilde als maître à danser de première classe (erstklassiger Tanzlehrer) geführt, und ein Jahr später wurde ein Favier zum Mitglied der Académie Royale de Danse gewählt – es dürfte sich um Jean Favier l’aîné gehandelt haben. Die Mitgliederliste gibt auch den einzigen Hinweis auf ein mögliches Sterbejahr: 1719. Mit 42 Jahren hatte er geheiratet, am Hof trat er mindestens auf, bis er 51 Jahre alt war. Sein Sohn Jean (* 1694) trat in seine Fußstapfen, wurde Tanzlehrer von Maria Leszczyńska und darauf „Erster Tänzer“ am Hof von Dresden, nacheinander bei August II. und August III.

## Werke
Den genauen Umfang seiner Werke zu bestimmen, wird dadurch erschwert, dass mehrere Faviers aktiv waren und aus den Angaben oft nicht zu erkennen ist, ob er choreografierte, tanzte, musizierte oder komponiert hatte. Bemerkenswert ist jedenfalls Le Mariage de la Grosse Cathos von 1688, eine Zusammenarbeit mit André Danican Philidor, weil es das einzige Theaterstück vom Hof Ludwigs XIV. ist, das in allen Bestandteilen (Musik, Choreografie, gesprochener und gesungener Text) erhalten blieb. Ähnlich der Feuillet-Notation hatte Favier ein eigenes System entwickelt, das bei dieser mascerade Anwendung fand, wobei bis zu neun Tänzer berücksichtigt wurden, die sich auch ungleichmäßig bewegten, so etwa ein einzelner Tänzer gegenüber einer Vierergruppe.